# Boys Don’t Cry (альбом Gone.Fludd)
Boys Don’t Cry — третий студийный альбом российского рэп-исполнителя GONE.Fludd, релиз которого состоялся 20 апреля 2018 года под лейблом Sony Music Entertainment. В поддержку альбома было выпущено 4 сингла: «Мамбл», «Сети», «Serial Chiller» и «Lame Shit». На песни: «Мамбл», «Сети» и «Кубик льда» были выпущены музыкальные клипы. Хип-хоп-портал The Flow поместил альбом на 2 строчку «50 отечественных альбомов 2018».

## Описание
Третий студийный альбом российского рэп-исполнителя GONE.Fludd был выпущен 20 апреля 2018 года под лейблом Sony Music Entertainment. Спустя три месяца после релиза получил платиновую сертификацию. На 21 января 2019 года имеет пять платиновых сертификаций.

## Чарты
Входит в десятку самых прослушиваемых альбомов 2018 года в VK Music и Boom по версии социальной сети «ВКонтакте». Также входит в десятку официальных чартов Apple Music с 7 по 13 января 2019 года.
| Чарты (2018)         | Максимальная позиция |
| -------------------- | -------------------- |
| Россия (Apple Music) | 5                    |

| Чарты (2018)       | Песня      | Максимальная позиция |
| ------------------ | ---------- | -------------------- |
| Россия (ВКонтакте) | Мамбл      | 20                   |
| Россия (ВКонтакте) | Кубик льда | 23                   |
| Россия (Deezer)    | Кубик льда | 10                   |

## Список композиций
По данным из Tidal.
| №                   | Название            | Текст песни         | Музыка                    | Длительность |
| ------------------- | ------------------- | ------------------- | ------------------------- | ------------ |
| 1.                  | «Boys Don't Cry»    | Александр Смирнов   | Od Slash                  | 2:27         |
| 2.                  | «Как делишки?»      | Александр Смирнов   | SHVRP PRICKLES            | 3:23         |
| 3.                  | «Кубик льда»        | Александр Смирнов   | SHVRP PRICKLES            | 2:20         |
| 4.                  | «Fugly»             | Александр Смирнов   | M00NCHILD                 | 3:29         |
| 5.                  | «Сети»              | Александр Смирнов   | SWIFTNESS2H               | 2:20         |
| 6.                  | «Знаешь меня»       | Александр Смирнов   | 044 SPARK DOOMSTATION 044 | 2:25         |
| 7.                  | «В чём дело, док?»  | Александр Смирнов   | Toreno                    | 1:29         |
| 8.                  | «Мамбл»             | Александр Смирнов   | Toreno                    | 2:36         |
| 9.                  | «One Love»          | Александр Смирнов   | SHVRP PRICKLES            | 2:33         |
| 10.                 | «Мулабар»           | Александр Смирнов   | SWIFTNESS2H               | 3:13         |
| 11.                 | «Serial Chiller»    | Александр Смирнов   | Cakeboy                   | 3:53         |
| 12.                 | «Сладости»          | Александр Смирнов   | AIWA 044                  | 2:48         |
| 13.                 | «Сквад»             | Александр Смирнов   | Cakeboy                   | 2:53         |
| 14.                 | «Lame Shit»         | Александр Смирнов   | Cakeboy                   | 3:29         |
| 15.                 | «Голос улиц»        | Александр Смирнов   | Cakeboy                   | 2:34         |
| 16.                 | «Нахуй то дерьмо»   | Александр Смирнов   | SHVRP PRICKLES            | 2:57         |
| Общая длительность: | Общая длительность: | Общая длительность: | Общая длительность:       | 44:49        |